# Seven Sudamericano Masculino 2023

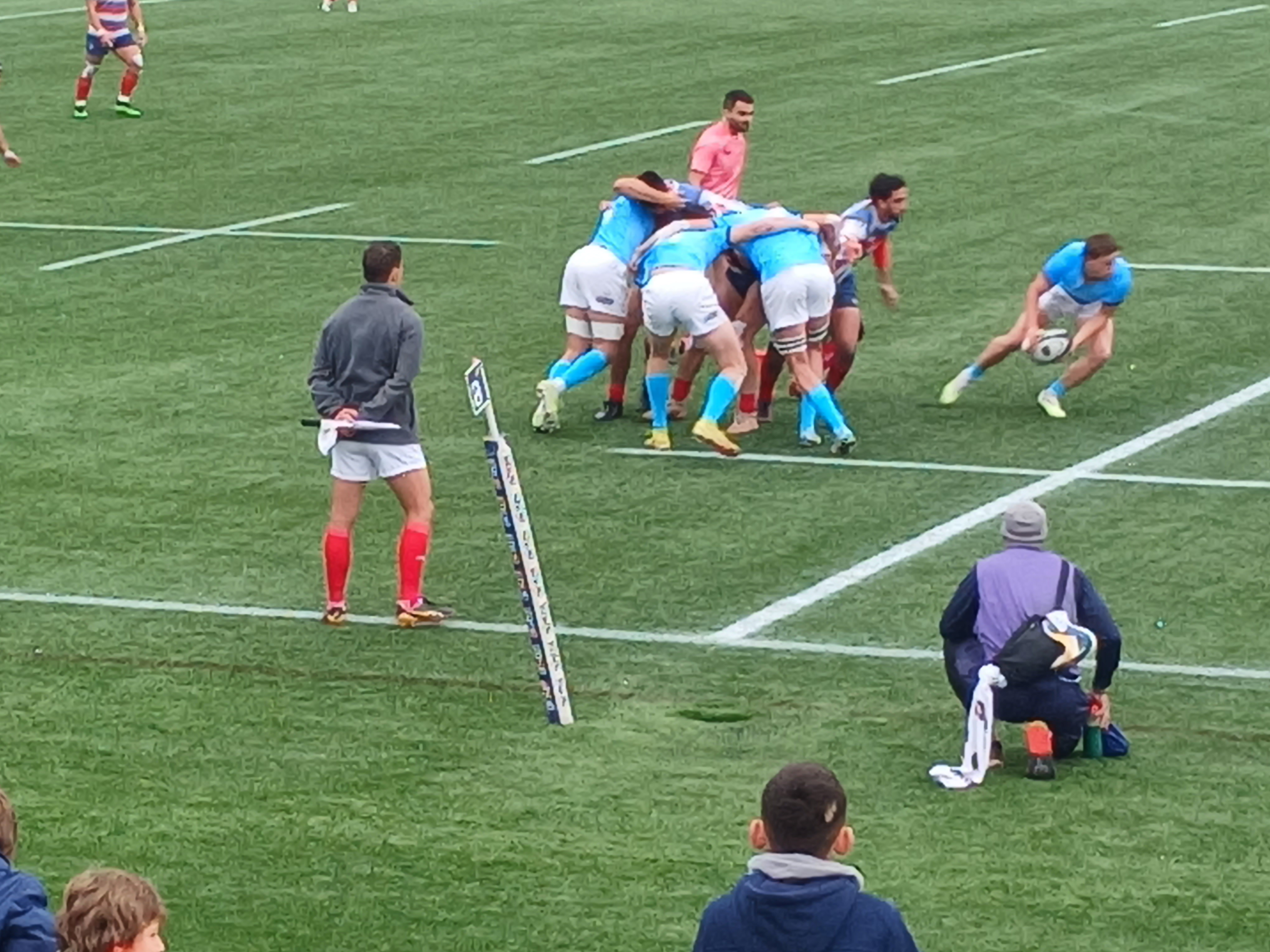
Partido entre Paraguay y Uruguay

El Seven Sudamericano de 2023 (también conocido como Torneo preolímpico sudamericano) fue la decimoquinta edición del torneo de selecciones masculinas de rugby 7 organizado por la Sudamérica Rugby.
Se disputó entre el 17 y 18 de junio en las instalaciones del Estadio Charrúa de Montevideo, Uruguay, en paralelo al Seven femenino.
El campeón del torneo obtuvo la clasificación directa para los Juegos Olímpicos de 2024, mientras que el segundo y tercer equipo avanzaron al Repechaje Preolímpico. Argentina, ya clasificada para los Juegos Olímpicos, decidió no participar del torneo.

## Equipos participantes
- Brasil
- Chile
- Colombia
- Paraguay
- Perú
- Uruguay

## Fase de grupos
| Pos | Países   | Partidos | Partidos | Partidos | Partidos | Tantos | Tantos | Tantos | Pts |
| Pos | Países   | J        | G        | E        | P        | PF     | PC     | DP     | Pts |
| --- | -------- | -------- | -------- | -------- | -------- | ------ | ------ | ------ | --- |
| 1   | Uruguay  | 5        | 5        | 0        | 0        | 191    | 25     | +166   | 15  |
| 2   | Chile    | 5        | 4        | 0        | 1        | 169    | 19     | +150   | 13  |
| 3   | Brasil   | 5        | 3        | 0        | 2        | 178    | 75     | +67    | 11  |
| 4   | Colombia | 5        | 2        | 0        | 3        | 50     | 159    | -109   | 9   |
| 5   | Paraguay | 5        | 1        | 0        | 4        | 38     | 127    | -89    | 7   |
| 6   | Perú     | 5        | 0        | 0        | 5        | 17     | 201    | -184   | 5   |

### Partidos
| 17 de junio | Brasil | 36 - 7 | Colombia |  |  |

| 17 de junio | Chile | 31 - 0 | Paraguay |  |  |

| 17 de junio | Uruguay | 55 - 0 | Perú |  |  |

| 17 de junio | Brasil | 5 - 36 | Chile |  |  |

| 17 de junio | Uruguay | 52 - 0 | Colombia |  |  |

| 17 de junio | Paraguay | 12 - 10 | Perú |  |  |

| 17 de junio | Colombia | 26 - 7 | Perú |  |  |

| 17 de junio | Brasil | 26 - 5 | Paraguay |  |  |

| 17 de junio | Chile | 12 - 14 | Uruguay |  |  |

| 18 de junio | Colombia | 17 - 14 | Paraguay |  |  |

| 18 de junio | Uruguay | 27 - 7 | Brasil |  |  |

| 18 de junio | Chile | 40 - 0 | Perú |  |  |

| 18 de junio | Colombia | 0 - 50 | Chile |  |  |

| 18 de junio | Uruguay | 43 - 7 | Paraguay |  |  |

| 18 de junio | Brasil | 68 - 0 | Perú |  |  |

## Fase final

### Quinto puesto
| 18 de junio | Paraguay | 24 - 26 | Perú |  |  |

### Tercer puesto
| 18 de junio | Brasil | 19 - 14 | Colombia |  |  |

### Final
| 18 de junio | Uruguay | 12 - 5 | Chile |  |  |

| Bandera de Uruguay |
| Campeón Uruguay    |
| Tercer título      |